# Liga de Desarrollo FebaChile
La Liga de Desarrollo (LDD) es una competición sub-21 que compone la tercera categoría del baloncesto chileno que es organizada por la Federación de Básquetbol de Chile.
Se creó en la temporada 2018 bajo el nombre de Liga FebaChile, aunque tras la suspensión de todas las competencias en 2020 producto a la pandemia, se retomaría de cara a 2021, bajo el nombre de Liga de Desarrollo FebaChile.
El torneo se crea con la intención de otorgar un ascenso a la Liga DOS. Además, de ser un modelo parecido a la Liga Federal de Argentina, buscando potenciar la figura de las asociaciones locales. La Liga de Desarrollo se compone por temporada por un número variable de equipos sub-21 que postulan a cada edición que se disputa. Estos se dividen en varios grupos dependiendo de la cantidad y cercanía geográfica para ir avanzando a las diversas fases de la competición.
Al ser una categoría Sub-21, los clubes que ya forma parte de una de las dos categorías superiores, pueden formar parte del torneo, y en caso de ganar la Liga, el cupo de ascenso se le otorgará al club con mejor rendimiento que no participe en una de las dos categorías superiores.

## Sistema de Campeonato Actual

### Fase 1
Los 49 clubes fueron divididos en 12 grupos (A-L) y disputaron la fase bajo la modalidad de todos contra todos a dos ruedas.

### Fase 2
46 clubes participantes disputan la fase 2 y se enfrentan en la modalidad de eliminación directa al mejor de 3 partidos. De los 46 clubes clasifican 23 a fase 3 más el 1° del grupo L que no disputó esta fase y clasificó directamente a fase 3.

### Fase 3
Los 24 clubes clasificados se enfrentan en formato de eliminación directa al mejor de 3 partidos para avanzar de fase.

### Fase 4
Está conformada por los 12 clubes clasificados y se disputa en formato de eliminación directa al mejor de 3 partidos para avanzar a la fase 5.

### Fase 5
Fase previa al cuadrangular final que se disputa en formato de eliminación directa al mejor de 3 partidos. Clasifican los ganadores de las 3 llaves y el mejor perdedor.

### Cuadrangular Final
Fase final de la Liga de Desarrollo que se disputa en formato todos contra todos y que corona al club con mejor rendimiento entre los 4 equipos clasificados.

## Campeones
| Temporada | Campeón                                                   | Subcampeón                                                | Tercer Lugar                                              | Cuarto Lugar                                              |
| 2018      | Sportiva Italiana                                         | San Juan Evangelista                                      | CD Árabe de Valparaíso                                    | Luis Matte Larraín                                        |
| 2019      | Boston College                                            | CD Árabe de Valparaíso                                    | CD Truenos de Talca                                       | New Crusaders                                             |
| 2020      | Temporada suspendida a causa de la pandemia del Covid-19. | Temporada suspendida a causa de la pandemia del Covid-19. | Temporada suspendida a causa de la pandemia del Covid-19. | Temporada suspendida a causa de la pandemia del Covid-19. |
| 2021      | Stadio Italiano                                           | CEB Puerto Montt                                          | CD Árabe de Valparaíso                                    | CD Truenos de Talca                                       |
| 2022      | CSD Colo-Colo                                             | Español de Osorno                                         | CD Brisas                                                 | CD Alemán de Concepción                                   |
| 2023      | CD Árabe de Valparaíso                                    | Universidad Católica                                      | CD Truenos de Talca                                       | CDSC Osorno                                               |
| 2024      | Español de Osorno                                         | CD Alemán de Concepción                                   | CD Árabe de Valparaíso                                    | CSD Colo-Colo                                             |
| 2025      |                                                           |                                                           |                                                           |                                                           |

### Campeonatos por equipo
| Equipo                  | Títulos | 2º lugar | 3º lugar | 4º lugar |
| ----------------------- | ------- | -------- | -------- | -------- |
| CD Árabe de Valparaíso  | 1       | 1        | 3        | 0        |
| Español de Osorno       | 1       | 1        | 0        | 0        |
| CSD Colo-Colo           | 1       | 0        | 0        | 1        |
| Stadio Italiano         | 1       | 0        | 0        | 0        |
| Sportiva Italiana       | 1       | 0        | 0        | 0        |
| Boston College          | 1       | 0        | 0        | 0        |
| CD Alemán de Concepción | 0       | 1        | 0        | 1        |
| San Juan Evangelista    | 0       | 1        | 0        | 0        |
| CEB Puerto Montt        | 0       | 1        | 0        | 0        |
| Universidad Católica    | 0       | 1        | 0        | 0        |
| CD Truenos de Talca     | 0       | 0        | 2        | 1        |
| CD Brisas               | 0       | 0        | 1        | 0        |
| New Crusaders           | 0       | 0        | 0        | 1        |
| Luis Matte Larraín      | 0       | 0        | 0        | 1        |
| CDSC Osorno             | 0       | 0        | 0        | 1        |